# Pseudoclimaciella machadoi
Pseudoclimaciella machadoi is een insect uit de familie van de Mantispidae, die tot de orde netvleugeligen (Neuroptera) behoort. 
Pseudoclimaciella machadoi is voor het eerst wetenschappelijk beschreven door Handschin & Markl in 1955.